# Någon som du
Någon som du (danska: Perfekte Steder) är en dansk dramaserie från 2017–2019.

## Handling
Tobias och Rose möter varandra på gatan mitt i Köpenhamn, de är varandras motsatser, men dras oundvikligen till varandra ändå.

## Rollista i urval
- Gustav Dyekjær Giese - Tobias
- Sara Hjort Ditlevsen - Rose
- Olivia Joof Lewerissa - Simone
- Sophie-Marie Jeppesen - MM
- Sus Wilkins - Natascha
- Aske Bang - Alex
- Elias Munk - Christian
- Jakob Åkerlind - Oliver
- Søren Birch Plum - Karl
- Luise Skov - Frederikke
- Julie Grundtvig Wester - Astrid